# Buffy Sainte-Marie
Buffy Sainte-Marie, nome artístico de Beverly Sainte-Marie, (Qu'Appelle, Saskatchewan, 20 de fevereiro de 1941) é uma cantora canadense.

## Biografia
Nasceu na reserva indígena cree Piapot no Qu'Appelle Valley, Saskatchewan, Canadá. Foi adotada pelo casal Albert e Winifred Sainte-Marie, que eram parentes de seus pais biologicos , e passou a infância e a adolescência no Maine. Estudou na Universidade de Massachusetts obtendo certificação em filosofia oriental.
Autodidata, suas canções de protesto, geralmente centradas no tema dos direitos dos índios, sempre tiveram boa recepção entre os jovens e logo sua fama permitiu que ela atuasse em reservas indígenas, em teatros e festivais no Canadá e nos Estados Unidos.
Foi casada com o compositor Jack Nitzsche.

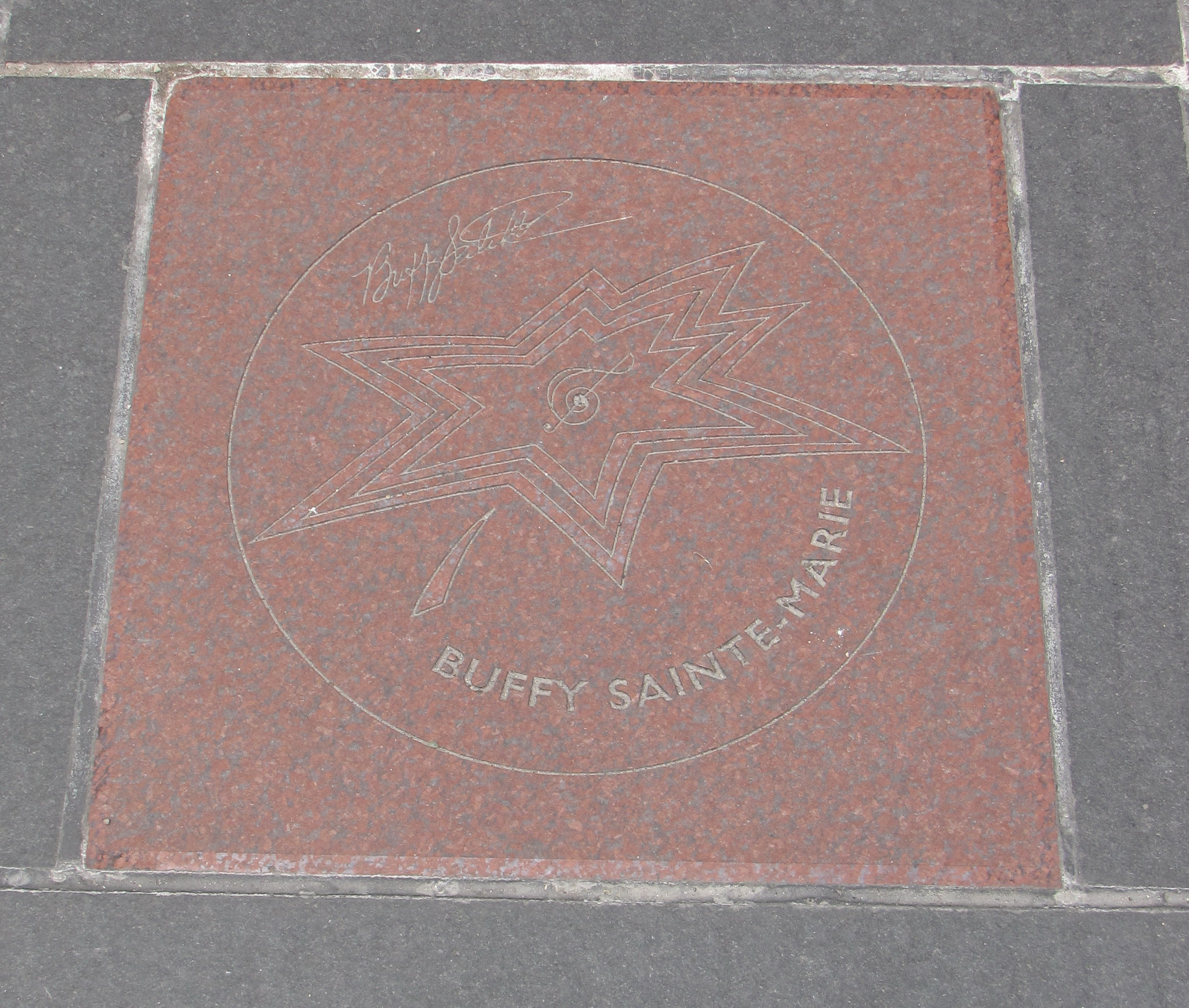
Estrela de Buffy Sainte-Marie na Calçada da Fama do Canadá.

O álbum Illuminations é considerado sua obra-prima. A canção Until It's Time For You To Go (interpretada por Elvis Presley, Barbra Streisand, Roberta Flack, Cher e Neil Diamond entre outros) é sua canção mais conhecida. Outra composição, "Up Where We Belong", escrita com o marido Jack Nitzsche e Will Jennings, ficou famosa por fazer parte da trilha do filme An Officer and a Gentleman na interpretação de Joe Cocker e Jennifer Warnes que lhe valeu um Oscar em 1983 por melhor canção original.
Buffy Sainte-Marie também é conhecida como um ativista social. Ela é fundadora da North American Women's Association (Associação Norte Americana da Mulher).
Em 1999 recebe uma estrela na Calçada da Fama do Canadá em Toronto.

## Discografia

### Álbuns de estúdio
- It's My Way (1964)
- Many a Mile (1965)
- Little Wheel Spin And Spin (1966)
- Fire & Fleet & Candlelight (1967)
- I'm Gonna Be A Country Girl Again (1968)
- Illuminations (1969)
- She Used to Wanna Be a Ballerina (1971)
- Moonshot (1972)
- Quiet Places (1973)
- Native North-American Child: An Odissey (1974)
- Buffy (1974)
- Changing Woman (1975)
- Sweet America (1976)
- Coincidences and Likely Stories (1992)
- Running for The Drum (2009)

### Álbuns ao vivo
- Spotlight On Buffy Sainte-Marie (1982)
- Live at Carnegie Hall (2004)

### Compilações
- The Best of Buffy Sainte-Marie vol.1 (1970)
- The Best of Buffy Sainte-Marie vol.2 (1971)
- A Golden Hour of The Best of Buffy Sainte-Marie (1981)
- Up Where We Belong (1996)
- The Best of The Vanguard Years (2003)

### Singles
- Circle Game (1970)
- Soldier Blue (1971)
- I'm Gonna Be a Country Girl Again (1971)
- Mister Can't You See (1972)
- He's an Indian Cowboy in the Rodeo	(1972)
- Waves (1974)
- The Big Ones Get Away (1992)
- Fallen Angels (1992)
- Until It's Time for You to Go (1996)